# 小心輕放 (小說)
《小心輕放》（英語：Handle with Care）是茱迪·皮考特於2009年出版的小說。出版後登上紐約時報暢銷書榜第一名。

## 主要情節
本書主要是在講述一個小女孩小柳·歐齊福（Willow O'Keefe）一家的生活。小柳罹患第三型成骨不全症（Type III osteogenesis imperfecta），也就是所謂的「玻璃娃娃」。對她的父母，尚恩（Sean）和夏洛特·歐齊福（Charlotte O'Keefe），這代表著無數失眠的夜晚、日漸增加的帳單、其他父母同情的眼光。
在一次去迪士尼樂園出遊時，小柳兩邊股骨嚴重斷裂，遊樂園和醫院認為小柳的骨折是虐待兒童所造成的，所以尚恩和夏洛特向律師諮詢如何控訴他們。
他們的委託律師建議他們另一種方法：以「不當出生」來控告夏洛特懷孕時負責的婦產科醫生，若在懷孕早期就診測出胎兒患有成骨不全症，他們便能及時墮胎。而他們提出的訴訟對象是派普·芮斯，夏洛特的好友兼婦產科醫師。
小愛，夏洛特和尚恩的大女兒，受家中狀況影響而開始有暴食症的症狀、以自殘釋放壓力。尚恩和夏洛特也因訴訟產生不少分歧而考慮要離婚，但最後還是復合了。在審判期間，他們提出了懷孕第18週的超音波，證實派普應該要發現其徵兆。陪審團判賠給歐齊福夫婦金額800萬美元，而派普被迫離開醫院並在免費診所兼差。歐齊福夫婦的律師，瑪琳·蓋茲，她是被收養的，一直在尋找她的親生父母，她在這次訴訟中發現她的親生母親是陪審團中的其中一員，而她是她媽媽被強暴後所生的。
最後一章節為小柳的自述。她正要上小學一年級，並要和其他成骨不全症孩童參加一個營隊的活動。小愛開始治療飲食障礙症，她漸漸恢復健康並重新對繪畫產生熱情。夏洛特出版了一本食譜（她當過糕點廚師），並將所有錢捐給成骨不全症基金會。尚恩和夏洛特也和好，將賠償支票收起來作為緊急預備金。小柳一直嫉妒她姊姊溜冰溜得很好。有一天，她走到一個結冰的池塘，小心翼翼地踩在上面，但卻因為冰面承受不住她的重量碎裂而溺斃。小柳在這時候想著：「這一次，破裂的不是我。」故事最後夏洛特說要將支票跟小柳一起下葬。

## 角色
- 夏洛特·歐齊福（Charlotte O'Keefe）：小柳、小愛的媽媽。她對她的好友兼婦產科醫生派普·芮斯提出訴訟，爭取小柳的權益。夏洛特勝訴獲得800萬美元的賠償金。在小柳死後，她沒有兌現支票，而是將支票放入她的棺材。
- 尚恩·歐齊福（Sean O'Keefe）： 夏洛特的丈夫，小柳的父親，小愛的繼父。他是一名警察，盡責地工作以養家。雖然他最初試著拋開個人感受在訴訟上支持夏洛特，但他對不當生產這說法感到厭惡，反而願意幫被告出庭作證。他也因此和夏洛特提出了離婚訴訟，但他們最終仍復合。
- 小柳·歐齊福（Willow O'Keefe）：患有成骨不全症 - 又稱脆骨症 – 因此家人需要一大筆錢來支付她的醫療費用。儘管她身體有缺陷，她非常聰明，她喜歡知道許多細瑣的知識。她常在骨頭恢復時期閱讀。在訴訟期間，她擔心父母會因為她不完美而不要她。在書的最後，她出去溜冰。冰面破裂，而小柳被困在水中溺斃。當她溺水時，她想著「我是受到愛護的」、「這一次，破裂的不是我」。
- 小愛·歐齊福（Amelia O'Keefe）：小柳同母異父的姊姊，因為妹妹的病常被忽略。在一次為小柳和病友舉辦的活動上，小愛喜歡上一個患有成骨不全症的男孩。她說謊自己也有成骨不全症，但是被男孩發現她說謊。最後，他們因為身體情況差異而分手，這也使得她在家中訴訟纏身時更為孤立。她便開始暴食、自殘。如同處於叛逆期的青少年，她在各種店面順手牽羊，並將頭髮染成藍色。尚恩在派普提醒他們注意他們家中水管爆裂是因為胃酸的侵蝕，尚恩才發現了小愛所做的事（催吐）。夏洛特建議小愛去治療所。小愛暴怒下以目擊者的身份上法院，指出夏洛特曾對小柳說：「我從沒有希望妳不曾出生，」的事不是真的。夏洛特後來坦承她跟尚恩做決定前，應該一家子一起討論治療所的事才對。
- 瑪琳·蓋茲（Marin Gates）：擔任歐齊福訴訟案的律師，但她個人反對打這個官司。因為她是被領養的，所以她在尋找她的親生父母，最後偶然發現她的母親是夏洛特案中的陪審團員之一。但她的生母告訴瑪琳，她的生父是強姦犯，並清楚告訴她說不要再聯繫她了。瑪琳知道事實後和養父母關係變得更親近了。
- 派普·芮斯（Piper Reece）：夏洛特的好友及婦產科醫師，也是小柳的教母。她是位幹練的醫生，但因為訴訟而長時間的停止工作。她讓尚恩注意到小愛的暴食症跟自殘的行為。
- 羅伯·芮斯（Rob Reece）：派普的丈夫。他在班克頓鎮上擔任許多人的牙齒矯正醫師，也包括了小愛。他的哥哥史蒂芬在17歲時自殺，而當時12歲的他是發現屍體的人。一開始這場官司使得羅伯和派普的婚姻出現危機，羅伯最終還是決定支持他老婆。
- 艾瑪·芮斯（Emma Reece）：羅伯和派普的女兒。她因溜冰認識小愛，並成為她最好的朋友。但在她知道夏洛特控告派普後，便不再理會小愛，兩人也沒有和好。當她知道這場官司後，她便讓學校的人疏離小愛。她是第一個注意到小愛在傷害自己的人。

## 評論
《時人》給了這本書四顆星，而《華盛頓郵報》(The Washington Post)稱之為「優良讀物，有強烈的角色特性、吸引人的刺激訴訟，對醫療情境描述恰當。」然而《波士頓環球報》（The Boston Globe）稱之「相當扣人心弦，但有些艱澀難懂。」

## 外部連結
- Handle With Care at Jodi Picoult.com （页面存档备份，存于）